# Morawski region winiarski

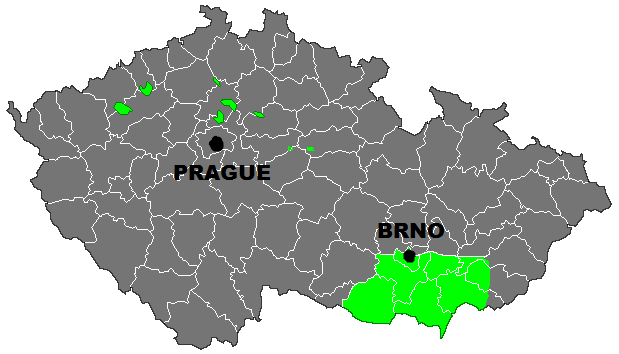
Morawski region winiarski na mapie Czech - zielony obszar poniżej Brna

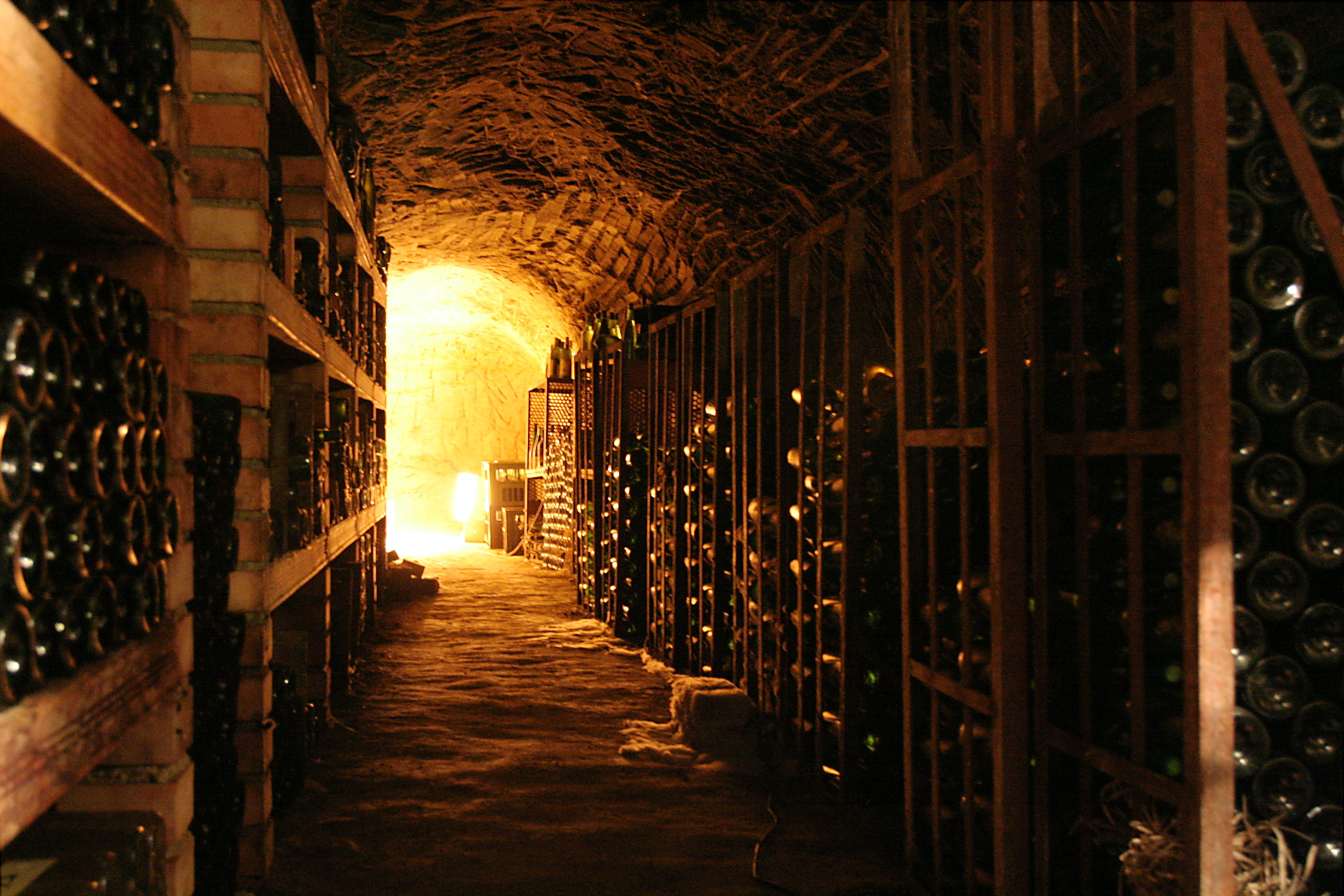
Piwnica winna w Chvalovicach pod Znojmem

Morawski region winiarski (cz. vinařská oblast Morava) – największy region winiarski w Czechach. Utworzony został na mocy czeskiego prawa winiarskiego z maja 2004 roku. Leży na południu Moraw (na południe od Brna) i przez granicę łączy się z austriackim Weinviertel oraz ze słowackim Małokarpackim regionem winiarskim.
Tworzą go cztery podregiony:
- Wielkopawłowicki (Velkopavlovická),
- Mikulowski (Mikulovská),
- Znojemski (Znojemská),
- Morawskosłowacki (Slovácká),

obejmujące w sumie 312 miejscowości winiarskich. Wina białe stanowią obecnie 80% produkcji.
Region leży w strefie klimatu kontynentalnego z wpływami morskimi. Gleby są przeważnie marglowe, żwirowe, piaszczyste albo wapienne. Średnie nasłonecznienie na Morawach wynosi 1760 godzin rocznie.
Pierwsze winnice na Morawach mieli posadzić w III wieku legioniści rzymscy na wyżynie Pálava, za panowania cesarza Probusa (276-282). Pierwsza pisemna wzmianka o winnicach w tej okolicy pochodzi z 1101 roku.